# Hans-Georg Frey
Hans-Georg Frey (* 27. Juli 1956 in Stuttgart) ist ein deutscher Industrie-Manager und war von 2014 bis 2020 Vorsitzender des Ostasiatischen Vereins der Deutschen Wirtschaft.

## Leben
Hans-Georg Frey studierte von 1977 bis 1982 Rechtswissenschaften in Erlangen, Lausanne (Schweiz) und Tübingen und schloss das Studium 1982 mit dem 1. juristischen Staatsexamen ab. Nach dem zweiten juristischen Staatsexamen 1986 begann er seine Tätigkeit in der baden-württembergischen Spindelfabrik Süßen GmbH. Von 1992 bis 1999 absolvierte er ein berufsbegleitendes Studium zum Master of Business Administration an den Universitäten Zürich und Albany, Vereinigte Staaten. 1996 wurde er Geschäftsführer für die Bereiche Vertrieb, Marketing, Personalwirtschaft und Personal. Ende 2001 wechselte er als Prokurist zur Firma Liebherr-Werk Ehingen GmbH und wirkte dort seit 2003 als Geschäftsführer Vertrieb.
Im Mai 2007 wurde er Vorstandsvorsitzender des Familienunternehmens Jungheinrich AG in Hamburg, dem drittgrößten Unternehmen für Lagertechnik weltweit und führte es 12 Jahre. Vom 1. September 2019 bis 31. Dezember 2022 ist er Aufsichtsratsvorsitzender von Jungheinrich.
Seit 2008 ist Frey Mitglied im Beirat der Landesbank Baden-Württemberg, war von 2008 bis 2010 auch Mitglied im Beirat der HSH Nordbank und wurde im Juli 2010 zudem in den Aufsichtsrat des Familienunternehmens Fielmann AG berufen.
2014 wurde Frey von der Mitgliederversammlung des Ostasiatischen Vereins, einem der fünf Trägerverbände des Asien-Pazifik-Ausschusses der Deutschen Wirtschaft (APA), zum Vorsitzenden und damit zum Nachfolger von Jürgen Fitschen gewählt. Weiter fungierte er dort als Vorsitzender des Länderausschusses Indien.
Er ist außerdem Mitglied im Kuratorium der AFS Interkulturelle Begegnungen, eines der weltweit größten Netzwerke von Austauschorganisationen für junge Menschen.